# Mpala

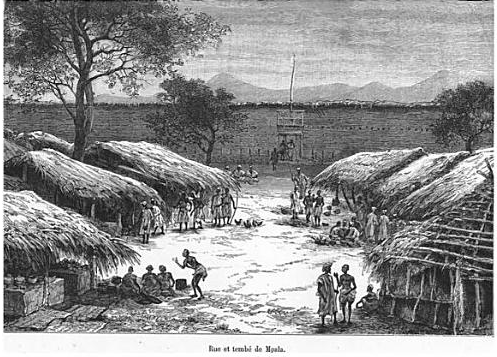
De hoofdstraat en het fort gebouwd door Émile Storms in Mpala (Victor Giraud, 1890)

Mpala of Lubanda is een plaats in Congo-Kinshasa aan het Tanganyikameer. Ze is gesticht als militair station op 4 mei 1883 door kapitein Émile Storms. In juni kwamen de Witte Paters er een missiepost vestigen. In 1885 namen ze het gebied onder hun hoede, in de hoop dat het de kiem van een christelijk koninkrijk zou worden. Dit mislukte en in 1892 nam de Kongo-Vrijstaat het bewind over. 

## Oprichting
Storms arriveerde aan het Tanganyikameer met de vierde expeditie van de Association internationale africaine. Nadat hij Jérôme Becker een opstand had laten neerslaan in Karema, stak hij het meer over om een nieuwe post te stichten in het gebied van sultan Mpala Kakonto. Hij liet 5.000 bomen vellen en bouwde een fort aan de Lufukorivier bij het dorp Lubanda. De vierkante versterking had 17 kamers, een gaanderij en een 120 meter lange omheiningsmuur van zongedroogde bakstenen. Het leverde hem de bijnaam bwana boma op (meneer fort). Na enkele maanden verliet Storms Mpala en liet hij de verdere uitbouw over aan de Duitse verkenner Paul Reichard.
In december 1884 voerde Storms een raid uit op de nederzetting van de naburige chef Lusinga. Diens hoofd werd naar Mpala teruggebracht. Na dit machtsvertoon onderwierpen meerdere stamhoofden van de Marungu zich aan het blanke gezag. Toch waren er nog opstandelingen die op 19 mei 1885 erin slaagden de post plat te branden. Ondanks het feit dat de AIA toen al beslist had om Mpala over te dragen aan de Witte Paters, liet Storms de nederzetting heropbouwen.

## Missiepost
Het eerste seminarie van Congo was gevestigd in Mpala. De missie was een onderwijscentrum voor de lokale bevolking.